# Pycnosiphorus elongatus
Pycnosiphorus elongatus es una especie de coleóptero de la familia Lucanidae.

## Distribución geográfica
Habita en Argentina y Chile.